# Anárion
Anárion – postać ze stworzonej przez J.R.R. Tolkiena mitologii Śródziemia.
Był to jeden z wielkich władców ludzi z przeszłości Śródziemia, wywodzący się spośród Dúnedainów z Númenoru. Tak jak ojciec i brat, był sojusznikiem elfów, razem z nimi walczył w wojnie z Sauronem, podczas której zginął.
Anárion pojawia się w Silmarillionie. Wspominają o nim także bohaterowie Władcy Pierścieni. Pewne informacje na jego temat znajdują się w Dodatkach do trzeciego tomu powieści oraz w Niedokończonych opowieściach.

## Anárion
Dúnadan, urodzony w Númenorze w 3219 roku Drugiej Ery, zginął w Środziemiu w 3440 roku tej samej ery.
Był młodszym synem Elendila. Współrządząc z bratem, Isildurem, był drugim królem Gondoru. Panował przez sto dwadzieścia lat.

### Númenor i Gondor
Tak jak pozostali członkowie rodziny należał do stronnictwa Wiernych, przyjaciół elfów. Nie przyłączył się do szaleńczej wyprawy Ar-Pharazôna na Aman i zdołał uciec przed zatopieniem Númenoru na czele dwóch statków (3319 rok).
Wylądował wraz z bratem na południu Śródziemia, gdzie założyli jedno z Królestw Númenorejskich na Wygnaniu – Gondor (3320 rok). Ich wspólną stolicą było Osgiliath, zaś domeną Anáriona prowincja Anórien, z siedzibą w Minas Anor. Obaj uznawali zwierzchnictwo swego ojca jako Najwyższego Króla.

### Wojna z Sauronem i śmierć
W 3429 roku Sauron, który odzyskał siłę, zaatakował Gondor i pokonał Isildura. Jednak Anárionowi udało się powstrzymać wroga na linii Anduiny i obronić Osgiliath. Władca Ciemności chwilowo został zmuszony do odwrotu.
W 3434 roku Anárion, prowadząc wojska z Gondoru, dołączył do armii Ostatniego Sojuszu maszerującej na Mordor i walczył w bitwie na Dagorlad. Uczestniczył następnie w oblężeniu Barad-dûr (3434 – 3441), podczas którego poległ, zabity pociskiem ciśniętym z twierdzy.

### Dziedzictwo
Anárion, choć był postacią wybitną, w pewnym stopniu pozostawał w cieniu swego starszego brata. Wiadomo, iż miał czworo dzieci.
Jego syn Meneldil wstąpił na tron Gondoru w 2 roku Trzeciej Ery. Kolejni władcy Południowego Królestwa byli jego potomkami, a ich dynastię, młodsza gałąź rodu Elendila, nazywano Linią Południową, linią Anáriona lub też Spadkobiercami Anáriona.
Porządek tej dynastii był pięciokrotnie zakłócany, przez bezdzietne zgony władców (Falastura i Narmacila I), wojnę domową oraz nagłą śmierć króla i jego synów. Ostatecznie Linia Południowa wygasła na osobie Eärnura, który przepadł w Minas Morgul, w 2050 roku Trzeciej Ery i nie zostawił po sobie żadnego potomka.
Jednak Aragorn II, przedstawiciel linii Isildura, który po Wojnie o Pierścień objął tron Gondoru, był również dziedzicem Spadkobierców Anáriona, bowiem jeden z jego przodków, Arvedui poślubił księżniczka Fíriel z Linii Południowej.

### Imię
Imię Anárion pochodzi z quenyi i znaczy w tej mowie Syn słońca. Jego godłem było zachodzące (lub promieniste) słońce.

## Ekranizacja Petera Jacksona
W ekranizacji Władcy Pierścieni, w reżyserii Petera Jacksona, postać Anáriona została pominięta. Jedynie w wersji reżyserskiej filmu Powrót króla, wydanej na DVD, pada jego imię. I am steward of the house of Anárion – słowa te wypowiada namiestnik Denethor, prowadząc swój orszak do grobowców.